# デュラニュ
デュラニュ （Duranus）は、フランス、プロヴァンス＝アルプ＝コート・ダジュール地域圏、アルプ＝マリティーム県のコミューン。

## 歴史
サン・ジャン・ラ・リヴィエール方向にある村の端は、ソー・デ・フランセという。この高地は、フランス革命軍によってニース伯領が占領された際に、バルベ派の抵抗運動の中心となった。言い伝えによれば、ヴェジュビー川を見下ろす300mの高さの崖の上からフランス兵たちが落とされたという。

## 史跡

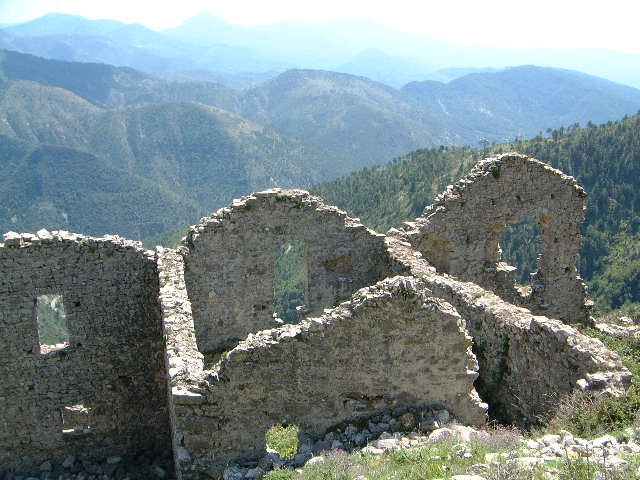
ロックパルヴィエール

- 旧ロックパルヴィエール村跡 - 14世紀にはプロヴァンス伯であったジョヴァンナ1世の封土であった。

## 人口統計
| 1962年 | 1968年 | 1975年 | 1982年 | 1990年 | 1999年 | 2004年 | 2014年 |
| ------ | ------ | ------ | ------ | ------ | ------ | ------ | ------ |
| 105    | 118    | 85     | 118    | 142    | 156    | 163    | 139    |

参照元:1962年から1999年までは複数コミューンに住所登録をする者の重複分を除いたもの。それ以降は当該コミューンの人口統計によるもの。1999年までEHESS/Cassini、2006年以降INSEE。